# Сан Ђовани II (Терамо)
Сан Ђовани II (итал. San Giovanni II) је насеље у Италији у округу Терамо, региону Абруцо.
Према процени из 2011. у насељу је живело 37 становника. Насеље се налази на надморској висини од 208 м.